# Clausirion
Genre
Clausirion est un genre d'insectes coléoptères de la tribu des Elaphidiini (sous-famille des Cerambycinae, famille des Cerambycidae).

## Liste des espèces
Selon GBIF (18 décembre 2023) :
- Clausirion bicolor Galileo & Martins, 2000
- Clausirion comptum Martins & Napp, 1982

## Classification
Le genre Clausirion a été créé par les entomologistes brésiliens Ubirajara Ribeiro Martins (d) et Dilma Solange Napp (d) en 1982. À noter que BioLib donne 1984 comme date de création.